# Chrysocorythus estherae
Chrysocorythus estherae е вид птица от семейство Чинкови (Fringillidae).

## Разпространение
Видът е разпространен в Индонезия и Филипините.